# Мухомор пурпуровий
Мухомор пурпуровий (Amanita porphyria (Fr. ex Alb. et Schw.) Gill.) — отруйний гриб з родини мухоморових — Amanitaceae.

## Будова
Шапка 5-8 см у діаметрі, напівкуляста, потім опукло- або плоскорозпростерта, тонком'ясиста, з тонким, плоским, гладеньким краєм, сірувато- або бурувато-коричнева, часто з пурпуровим або лілуватим відтінком, з рідкими, білими пластівцями, пізніше іноді гола. Пластинки білі, тонкі, густі. Спори 6,5-10 мкм у діаметрі, кулясті, гладенькі. Ніжка 5-9 Х 1 см, здебільшого донизу злегка потовщена, тонкоповстиста, з бульбою, з білим або жовтуватим швидко буріючим кільцем, біля основи з вільною, білою, з лопатеподібним краєм піхвою. М'якуш білуватий з запахом редьки.

## Поширення та середовище існування
В Україні поширений на Поліссі та в Прикарпатті. Росте у хвойних лісах, серед мохів; у липні — листопаді.

## Практичне значення
Отруйний гриб.